# Liste von Malern/R
Die folgende Liste führt möglichst umfassend Maler aller Epochen auf.
Die Liste ist soweit vorhanden alphabetisch nach Nachnamen geordnet.

## Ra…
Raabe, Margarethe (1863–1947), Deutschland
Rabe Perplexum, eigentlich Manuela Margareta Hahn-Paula (1956–1996), Deutschland
Rabus, Leopold (* 1977)
Račić, Josip (1885–1908), Kroatien
Räcke, Horst (1934–2007)
Räderscheidt, Anton (1892–1970)
Räderscheidt, Maf (* 1952)
Raddatz, Hermann (1906–1962)
Rade, Ernst Peter (* 1938)
Radziwill, Franz (1895–1983)
Raeburn, Henry (1756–1823)
Raffael (1483–1520)
Rahl, Carl (1812–1865)
Rahn, Johann Caspar (1769–1840), Schweiz
Raibolini, Francesco (1447–1517)
Raida, Fritz (1888–1981), Tschechien
Rain, Tristan (* 1972)
Raine, Jean (1927–1986)
Rainer, Arnulf (* 1929)
Rambaldi, Carlo Antonio (1680–1717), Italien
Ramberg, Arthur Freiherr von (1819–1875)
Ramberg, Johann Heinrich (1763–1840)
Ramboux, Johann Anton (1790–1866)
Ramdohr, Friedrich Wilhelm Basilius von (1757–1822)
Ramdohr, Lieselotte (1913–2013)
Ramon (* 1937), Frankreich
Ramos, Mel (1935–2018)
Ramsay, Allan (1713–1784), Schottland
Ranc, Jean (1674–1735), Frankreich
Randazzo, Filippo (1692–1744), Italien
Ranftl, Johann Matthias, (1804–1854), Österreich
Ranson, Paul (1864–1909), Frankreich
Rantzau, Jacob (* 1973), Dänemark
Raoux, Jean (1677–1734), Frankreich
Rapin, Alexandre (1839–1889), Frankreich
Rappard, Clara von, (1857–1912), Schweiz
Raschke, Gerda Maria (* 1944), Deutschland
Rasely, Robert (1950–2005)
Rast, Willy (* 1954), Österreich
Räuber, Wilhelm (1849–1926)
Rauch, Neo (* 1960), Deutschland
Raulino, Tobias Dionys (1785–1839), Deutschland/Österreich
Raupp, Karl (1837–1918), Deutschland
Rauschenberg, Robert (1925–2008)
Raveel, Roger (1921–2013), Belgien
Ravesteijn, Jan Anthoniszoon van (1570–1657)
Rawita-Ostrowski, Peter von (1902–1964), Polen/Deutschland/Peru
Ray, Man (1890–1976)
Rayski, Louis Ferdinand von (1806–1890), Deutschland
Raysse, Martial (* 1936)

## Re… bis Rh...
Rebay, Hilla von (1890–1967)
Rebell, Josef (1787–1828)
Reboul, Marie-Thérèse (1728–1805), Frankreich
Recco, Giacomo (1603–vor 1654), Italien (Neapel)
Recco, Giovan Battista, genannt Titta Recco (um 1615–um 1660), Italien (Neapel)
Recco, Giuseppe (1634–1695), Italien (Neapel)
Rechberger, Georges (* 1961), Schweiz
Rechn, Günther (* 1944), Deutschland
Recknagl, Theodor (1865–1945), Deutschland
Redfield, Edward Willis (1869–1965)
Redon, Odilon (1840–1916)
Redouté, Pierre-Joseph (1759–1840), Frankreich
Rée, Anita (1885–1933)
Reed, David (* 1946)
Reetz, Willy (1892–1963)
Regnault, Henri (1843–1871), Sohn von Henri Victor Regnault
Regnault, Jean-Baptiste (1754–1829)
Régnier, Nicolas (1591–1667)
Reichardt, Ferdinand (1819–1895)
Reichel, Carl Anton (1874–1944)
Reichel, Hans (1892–1958)
Reichert, Sascha (* 1971)
Reifenberg, Adèle (1893–1986)
Reifferscheid, Heinrich (1872–1945)
Reiffenstuel, Hans (1894–1980)
Reinbeck, Emilie (1794–1846)
Reiner, Wenzel Lorenz (1689–1743), Böhmen
Reinhardt, Ad (1913–1967)
Reinhardt, Franz (1881–1946)
Reinhart, Johann Christian (1761–1847)
Reinhold, Franz Xaver (1816–1893)
Reinhold, Friedrich (1814–1881)
Reinhold, Friedrich Philipp (1779–1840)
Reinhold, Gustav (1798–1849)
Reinhold, Heinrich (1788–1825)
Reinhold, Johann Friedrich Leberecht (1744–1807)
Reinhold, Karl (1820–1887)
Reinhold, Thomas (* 1953)
Reiniger, Otto (1863–1909)
Reinik, Robert (1805–1852)
Reiter, Johann Baptist (1813–1890), Österreich
Rembrandt (1606–1669)
Remington, Frederic (1861–1909)
Remy, Marie (1829–1915)
Ren Xiong (1823–1857), China
Renfordt, Wilhelm (1889–1950)
Reni, Guido (1575–1642)
Renner, Lois (1961–2021)
Renoir, Pierre-Auguste (1841–1919)
Rentsch der Ältere, Johann Ernst († 1723)
Rentzsch der Jüngere, Johann Ernst (1693–1767)
Repin, Ilja (1844–1930)
Réquichot, Bernard (1929–1961)
Resch, Joseph (1819–1901)
Ressu, Camil (1880–1962), Rumänien
Restout der Ältere, Jean (1666–1702), Frankreich
Restout der Jüngere, Jean (1692–1768), Frankreich
Rethel, Alfred (1816–1859)
Rethel, Otto (1822–1892)
Rettelbusch, Adolf (1858–1934)
Rettich, Karl Lorenz (1841–1904)
Retzsch, Moritz (1779–1857)
Retz-Schmidt, Rolf (1928–2006)
Reusing, Fritz (1874–1956)
Reuter, Elisabeth Naomi (1946–2017)
Reuter, Wilhelm (1768–1834)
Reuter, Wilhelm (1859–1937)
Reuter, Wilhelm (1874–1958), Düsseldorf
Reyes Flores, Aurora (1908–1985), Mexiko
Reyni, Ingalvur av (1920–2005)
Reynolds, Sir Joshua (1723–1792)
Rhein, Fritz (1873–1948)
Rhomberg, Hanno (1819–1864)
Rhomberg, Joseph Anton (1786–1853)

## Ri…
Ribalta, Francesc (1565–1628), Spanien
Ribera, Jusepe de (1591–1652), Spanien
Ricci, Alessandro (1749–1829), Italien
Ricci, Filippo (1715–1793), Italien
Ricci, Marco (1676–1730), Italien
Ricci, Natale (1677–1754), Italien
Ricci, Sebastiano (1659–1734), Italien
Ricci, Ubaldo (1669–1732), Italien
Riccio, Mariano (1510–1593), Italien
Richardson, Jonathan (1665–1745)
Richter, Adrian Ludwig (1803–1884)
Richter, Carl August (1770–1848)
Richter, Daniel (* 1962)
Richter, David der Ältere (1661–1735)
Richter, Gerhard (* 1932)
Richter, Gustav (1823–1884)
Richter, Hans (1888–1976)
Richter, Hans Theo (1902–1969)
Richter, Heinrich (1920–2007)
Richter, Roland R. (* 1934)
Richter-Berlin, Heinrich (1884–1981)
Richter, Leopoldo (1896–1984), Deutschland/Kolumbien
Richter, Ludwig (1803–1884)
Ridinger, Johann Elias (1698–1767)
Ridolfi, Claudio (1560–1644), Italien
Rieck, Emil (1852–1939)
Riedel, Christa-Louise (* 1943)
Riedel, Gottlob Friedrich (1724–1784)
Riedel, Otto (1906–1991)
Riefstahl, Wilhelm (1827–1888)
Riehl, Andreas (1551–1616)
Riemenschneider, Bartlmä Dill (1495/1500–1549/1550)
Riepenhausen, Franz (1786–1831)
Riepenhausen, Johannes (1787–1860)
Riepl, Rainer A. (* 1946), Österreich
Riepp, Balthasar (1703–1764), Österreich
Rießbeck, Gerhard (* 1964), Deutschland
Riester, Rudolf (1904–1999)
Rigaud, Hyacinthe (1659–1743)
Rijn, Rembrandt van (1606–1669), Niederlande
Riley, Bridget (* 1931), Großbritannien
Rilke-Westhoff, Clara (1878–1954)
Rinaldo Fiammingo, alias Aert Mytens (1556–1601), Flame in Italien
Rincklake, Johann Christoph (1764–1813)
Ring, Hermann tom, deutscher Maler (1521–1596)
Ring der Ältere, Ludger tom (1496–1547)
Ring der Jüngere, Ludger tom (1522–1584)
Ring, Pieter de (1615/20–1660), Niederlande
Ringe, Ivo (* 1951)
Ringelnatz, Joachim (1883–1934)
Rink, Arno (1940–2017), Deutschland
Rinke, Klaus (* 1939)
Riopelle, Jean-Paul (1923–2002)
Ríos, Carlos De la (* 1974), Kolumbien
Rippl-Rónai, József (1861–1927), Ungarn
Riss, Thomas (1871–1959), Österreich
Rissa, eigtl. Karin Götz (* 1938)
Ritschl, Otto (1885–1976)
Ritter, Caspar (1861–1923), Schweiz
Ritter, Eduard (1808/09–1853)
Ritter, Evgenia (* 1966), Russland, Deutschland
Ritter, Henry (1816–1853)
Ritter, Thomas (* 1955)
Ritter, Wilhelm Georg (1850–1926)
Rittner, Günther (1927–2020), Deutschland
Ritzos, Andreas (1421–1492), Kreta
Rive, Pierre-Louis de la (1753–1817)
Rivera, Diego (1886–1957)
Rizi, Francisco (1614–1685), Spanien
Rizzi, James (1950–2011)

## Ro… bis Rs…
Ro, Eun Nim (* 1946)
Robbi, Andrea (1864–1945)
Robert, Ernst Friedrich Ferdinand (1763–1843)
Robert, Hubert (1733–1808)
Robert, Louis Léopold (1794–1835)
Robert–Fleury, Joseph Nicolas (1797–1890)
Robert-Fleury, Tony (1837–1911)
Roberti, Ercole de’ (um 1450–1496)
Roberts, David (1796–1864)
Roberts, Stephen Cornelius (* 1952)
Robinson, Elizabeth B. (1832–1897)
Rocholl Theodor (1854–1933)
Rockburne, Dorothea (* 1934), Kanada/USA
Rockwell, Norman (1894–1978), USA
Rode, Bernhard (1725–1797), Deutschland
Rodgers, Terry (* 1947), USA
Rodig, Laura (1901–1972), Chile
Rodin, Auguste (1840–1917), Frankreich
Rodriguez, Alonso (1578–1648), Italien
Rodriguez, Luigi (nach 1570–1609), Italien
Rodtschenko, Alexander (1891–1956)
Roeber, Katrin (* 1971), Deutschland
Roederstein, Ottilie (1859–1937), Schweiz, Deutschland
Roélas, Juan de las (1560–1625)
Roelofs, Willem (1822–1897), Niederlande
Roerich, Nicholas (1874–1947)
Roesch, Kurt (1905–1984), Deutsch-Amerikaner
Roeting, Julius (1822–1896)
Rogge, Emy (1866–1959)
Rohden, Johann Martin von (1778–1868)
Röhl, Karl Peter (1890–1975)
Rohland, Marianne (1897–1980)
Rohlfs, Christian (1849–1938)
Röhricht, Wolf (1886–1953)
Rokhsefat, Mohammad (* 1982)
Rokkaku, Ayako (1982–), Japan
Rokotow, Fjodor Stepanowitsch (um 1736–1808), Russland
Romagnoni, Giuseppe (1930–1964), Italien
Romako, Anton (1832–1889)
Romanelli, Giovanni Francesco (1610–1662), Italien
Romanino, Girolamo (* zwischen 1484 und 1487; † nach 1562), Italien
Romano, Giulio (1499–1546), Italien
Romney, George (1734–1802), Großbritannien
Römpert, Peter (1944–2022), Deutschland
Roncalli, Cristoforo, genannt il Pomarancio (1552–1626), Italien
Ronek, Jaroslav (1892–1962), Prag
Ronig, Ludwig Egidius (1885–1959), Deutschland
Roos, Johann Heinrich (1631–1685)
Roos, Johann Melchior (1663–1731)
Roos, Joseph (1726–1805)
Roos, Philipp Peter (1657–1706)
Roos, Theodor, (1638–1698)
Rooskens, Anton (1906–1976)
Roqueplan, Camille (1802–1855)
Rosa, Pacecco de (eigentlich Giovan Francesco de Rosa) (1607–1656), Italien
Rosa, Salvator (1615–1663)
Rosa, Sisto (1585–1647)
Rose, Heinz (1902–1974), Deutschland
Rosenbach, Ulrike (* 1943)
Rosenberg, Kurt Herrmann (1884–?)
Rosenblatt, Joe (1933–2019)
Rosenblum, Jay (1933–1989)
Rosenfelder, Ludwig (1813–1881)
Rosenhauer, Theodor (1901–1996)
Rosenthal, Toby Edward (1848–1917)
Rosenthal-Hatschek, Marie (1869–1942), Österreich
Rosenwald, Ludwig (1902–1942)
Rösler, Waldemar (1882–1916)
Roslin, Alexander (1718–1793), Schweden
Ross, Helene (1827–1911)
Ross, Karl (1816–1858)
Rosselli, Cosimo (1439–1507)
Rosselli, Matteo (1578–1650), Italien
Rossetti, Dante Gabriel (1828–1882)
Rossig, Reinhold (1903–1979)
Rössing, Karl (1897–1987)
Roszak, Theodore (1907–1981)
Rotari, Pietro (1707–1762), Italien
Roth, Ernst Moritz (1902–1945)
Roth, Jutta (* 1960)
Roth, Kurt (1899–1975)
Roth, Ludwig Max (1858–1952)
Roth, Thaddäus Maria (1898–1952)
Roth, Wilhelm (1870–1948), Vater von Joseph Roth, Ernst Moritz Roth und Thaddäus Maria Roth sowie Urgroßvater von Jutta Roth
Roth, Wolfgang (1910–1988)
Rothaug, Alexander (1870–1946), Österreich
Rothaug, Leopold (1868–1959), Österreich
Rothko, Mark (1903–1970)
Rothwell, Richard (1800–1868), Irland
Röting, Lazarus (1549–1614)
Rotschönberg, TM (* 1961)
Rottenhammer, Johannes (1564–1625)
Rottenhammer, Karl (1798–1850)
Rottmann, Carl (1797–1850)
Rottmayr, Johann Michael (1654–1730)
Rouault, Georges (1871–1958)
Roubaud, Franz (1856–1928)
Rousseau, Henri (1844–1910)
Rousseau, Philippe (1816–1887)
Rousseau, Théodore (1812–1867)
Roussel, Ker-Xavier (1867–1944), Frankreich
Roux, Karl (1826–1894)
Rowen, Derek (* 1959), Irland
Rowlandson, Thomas (1756–1827), Großbritannien
Roy, Pierre (1880–1950), Frankreich
Royen, Willem Frederik van (angeblich 1645–1723)
Rschewskaja, Antonina Leonardowna (1861–1934), Russland/Sowjetunion

## Ru… bis Ry…
Ruben, Christian (1805–1875)
Rubens, Peter Paul  (1577–1640)
Rubljow, Andrei (um 1360 – 1430)
Rübsaamen, Dieter (* 1937)
Ruby, Sterling (* 1972)
Ruch, Thomas (* 1963)
Rückert, Günter (* 1952)
Ruckhäberle, Christoph (* 1972)
Ruddy, Craig (1968–2022), Australien
Rudolph, Wilhelm (1889–1982)
Rudolphi, Johann Georg (1633–1693)
Rudroff, Andreas (1744–1819)
Ruffini, Joseph († 1749)
Rugendas, Georg Philipp (1666–1742)
Rugendas, Johann Lorenz (1775–1826)
Rugendas, Moritz (1802–1858)
Ruisdael, Jacob Izaaksoon van (1628–1682)
Runge, Philipp Otto (1777–1810)
Ruoppolo, Giovanni Battista (1629–1693) Italien (Neapel)
Rupprecht, Wilhelm Hugo (1881–1970)
Rusina, Egon Moroder (* 1949)
Russ, Leander (1809–1864)
Russ, Robert (1847–1922)
Russell, Charles Marion (1864–1926)
Russew, Swetlin (1933–2018)
Russiñol, Santiago (1861–1931), Spanien
Russolo, Luigi (1885–1947)
Rustici, Francesco (1592–1625), Italien
Rustici, Lorenzo (1521–1572), Italien
Rustici, Vincenzo (1556–1632), Italien
Rustige, Heinrich von (1810–1900)
Rustin, Jean (1928–2013)
Rüther, Hubert (1886–1945)
Ruths, Valentin (1825–1905)
Rutzki, Arne (* 1953)
Ruysch, Rachel (1664–1750)
Ruysdael, Salomon van (1600–1670)
Ryan, Anne (1889–1954), USA
Ryback, Issachar (1897–1935)
Ryck, Pieter Cornelisz van (1568–1629), Niederlande
Ryckaert, David (1612–1661)
Ryman, Robert (1930–2019)
Rysselberghe, Théo van (1862–1926)